# Czarna Góra (Góry Obkaskie)
Czarna Góra (188,8 m n.p.m.) – najwyższe wzniesienie województwa kujawsko-pomorskiego (zarazem najniższy z 16 szczytów korony Polski). Znajduje się w powiecie sępoleńskim w gminie Kamień Krajeński w środku lasu między wsiami Obkas a Dąbrówka; leży w pasie Gór Obkaskich. Na szczycie zlokalizowano kamień geodezyjny oraz tablice informacyjne. Dostęp do Czarnej Góry jest możliwy za pomocą ścieżki. Ze wzniesieniem wiąże się ludowa legenda o jego pochodzeniu.